# Hippotion chauchowensis
'Hippotion chauchowensis là một loài bướm đêm thuộc họ Sphingidae, chi Hippotion.